# NGC 1466
NGC 1466 är en klotformig stjärnhop i Stora magellanska molnet i stjärnbilden Lilla vattenormen. Den upptäcktes den 26 november 1834 av John Herschel.